# Mihailo I av Duklja
Mihailo I av Duklja, död 1081, var en serbisk monark. Han var furste av Duklja mellan 1046 och 1081.